# Primera División de Venezuela 1996-97
La Temporada 1996-97 de la Primera División de Venezuela se inició el 11 de agosto de 1996 con la participación de 12 equipos. Antes de iniciar la temporada algunos equipos cambiaron su nombre, UNICOL FC con sede en Lagunillas cambia su denominación y sede a Atlético Zulia en Maracaibo, mientras que Unión Deportiva Lara de Barquisimeto se traslada a Colón con el nombre de Club Nacional Táchira. Los equipos campeones de los torneos Apertura y Clausura clasificaron automáticamente a la Copa Libertadores 1998 pero en diciembre de 1997, por medio de una asamblea realizada entre los clubes de fútbol venezolano se propone ofrecer a la Federación Mexicana de Fútbol una copa que pudiese ofrecer la oportunidad a los mexicanos de participar en la Copa Libertadores.
El 15 de diciembre de ese año, las federaciones de ambos países logran un acuerdo en el cual participa también la televisora mexicana Televisa en Asunción, en donde entre otras cosas, los equipos mexicanos pagarían a cada equipo venezolano 200.000 US$.

## Equipos participantes
Los equipos participantes en la Temporada 1996-97 de la Primera División del Fútbol Venezolano son los siguientes:
| - Atlético Zulia - Caracas FC - Deportivo Chacao - El Vigía FC - Estudiantes de Mérida - Llaneros de Guanare FC |  | - Mineros de Guayana - Minervén del Callao - Nacional Táchira - Trujillanos Fútbol Club - Unión Atlético Táchira - Valencia FC |

## Torneo Apertura 1996

### Clasificación
|    | Equipo                 | PTS | JJ | JG | JE | JP | GF | GC | DG  |                       |
| -- | ---------------------- | --- | -- | -- | -- | -- | -- | -- | --- | --------------------- |
| 1  | Minervén del Callao    | 43  | 22 | 13 | 4  | 5  | 33 | 15 | +18 |                       |
| 2  | Atlético Zulia         | 43  | 22 | 13 | 4  | 5  | 31 | 20 | +9  | Pre Libertadores 1998 |
| 3  | Unión Atlético Táchira | 41  | 22 | 12 | 5  | 5  | 35 | 19 | +16 |                       |
| 4  | Caracas FC             | 38  | 22 | 11 | 5  | 6  | 28 | 20 | +8  |                       |
| 5  | Mineros de Guayana     | 38  | 22 | 11 | 5  | 6  | 31 | 24 | +7  |                       |
| 6  | Estudiantes de Mérida  | 31  | 22 | 9  | 4  | 9  | 21 | 23 | -2  |                       |
| 7  | Trujillanos FC         | 30  | 22 | 7  | 9  | 6  | 25 | 20 | +5  |                       |
| 8  | Deportivo Chacao       | 28  | 22 | 8  | 4  | 10 | 28 | 32 | -4  |                       |
| 9  | Llaneros de Guanare FC | 22  | 22 | 5  | 7  | 10 | 22 | 32 | -10 |                       |
| 10 | El Vigía FC            | 21  | 22 | 5  | 6  | 11 | 17 | 26 | -9  |                       |
| 11 | Valencia FC            | 18  | 22 | 4  | 6  | 12 | 15 | 29 | -14 | Descenso              |
| 12 | Nacional Táchira       | 12  | 22 | 3  | 3  | 16 | 15 | 40 | -25 | Descenso              |

### Final
Minervén del Callao y Atlético Zulia se enfrentaron en dos partidos para determinar el campeón del Torneo Apertura 1996. En el primer encuentro, Minervén del Callao vence al  Atlético Zulia 1-0 y en el segundo Atlético Zulia derrota a Minervén del Callao 1-0. Atlético Zulia se consagraría campeón del Apertura por penales 4-2.
Los equipos posicionados en los últimos dos puestos del Torneo Apertura no podían disputar el Torneo Clausura, esos clubes pasaban a disputar el Torneo de Promoción 1997.
Leyenda: PTS (Puntos), JJ (Juegos jugados), JG (Juegos Ganados), JE (Juegos Empatados), JG (Juegos Perdidos), GF (Goles a Favor), GC (Goles en Contra), DG (Diferencia de Goles).

## Torneo Clausura 1997

### Clasificación
|    | Equipo                 | PTS | JJ | JG | JE | JP | GF | GC | DG  |                                |
| -- | ---------------------- | --- | -- | -- | -- | -- | -- | -- | --- | ------------------------------ |
| 1  | Caracas FC             | 36  | 18 | 11 | 3  | 4  | 36 | 18 | +18 | Liguilla Pre Libertadores 1998 |
| 2  | Unión Atlético Táchira | 35  | 18 | 10 | 5  | 3  | 32 | 18 | +14 |                                |
| 3  | Estudiantes de Mérida  | 29  | 18 | 8  | 5  | 5  | 21 | 14 | +7  |                                |
| 4  | Trujillanos FC         | 25  | 18 | 6  | 7  | 5  | 19 | 17 | +2  |                                |
| 5  | Mineros de Guayana     | 24  | 18 | 7  | 4  | 7  | 30 | 29 | +1  |                                |
| 6  | Atlético Zulia         | 23  | 18 | 5  | 9  | 4  | 28 | 28 | 0   |                                |
| 7  | Minervén del Callao    | 23  | 18 | 6  | 5  | 7  | 20 | 19 | +1  |                                |
| 8  | Deportivo Chacao       | 21  | 18 | 6  | 5  | 7  | 20 | 28 | -8  |                                |
| 9  | Llaneros de Guanare FC | 21  | 18 | 4  | 9  | 5  | 23 | 25 | -2  |                                |
| 10 | El Vigía FC            | 2   | 18 | 0  | 2  | 16 | 7  | 40 | -33 |                                |

Leyenda: PTS (Puntos), JJ (Juegos jugados), JG (Juegos Ganados), JE (Juegos Empatados), JG (Juegos Perdidos), GF (Goles a Favor), GC (Goles en Contra), DG (Diferencia de Goles).

## Final
| 21 de mayo de 1997 | Atlético Zulia | 1-3 | Caracas FC |  |  |

| 26 de mayo de 1997                                                              | Caracas FC | 5-0 | Atlético Zulia |  |  |
| Caracas Fútbol Club consigue su 4to título de la Primera División de Venezuela. |            |     |                |  |  |

Caracas FC

Campeón

### Top 5 goleadores
| Jugador | Jugador | Jugador          | Goles | Equipo                 |
| ------- | ------- | ---------------- | ----- | ---------------------- |
| 1       |         | Rafael Castellín | 19    | Caracas FC             |
| 2       |         | Rubert Moran     | 15    | Atlético Zulia         |
| 2       |         | Carlos Contreras | 15    | Estudiantes de Mérida  |
| 2       |         | Pedro Camacho    | 15    | Unión Atlético Táchira |